# Делладжованна, Джанкарло
Джанкарло Делладжованна (итал. Giancarlo Dellagiovanna; род. 18 сентября 1961, Вогера, Италия) — итальянский прелат и ватиканский дипломат. Титулярный архиепископ Систронианы с 15 марта 2025. Апостольский нунций в Буркина-Фасо с 15 марта по 15 августа 2025.